# Écorché

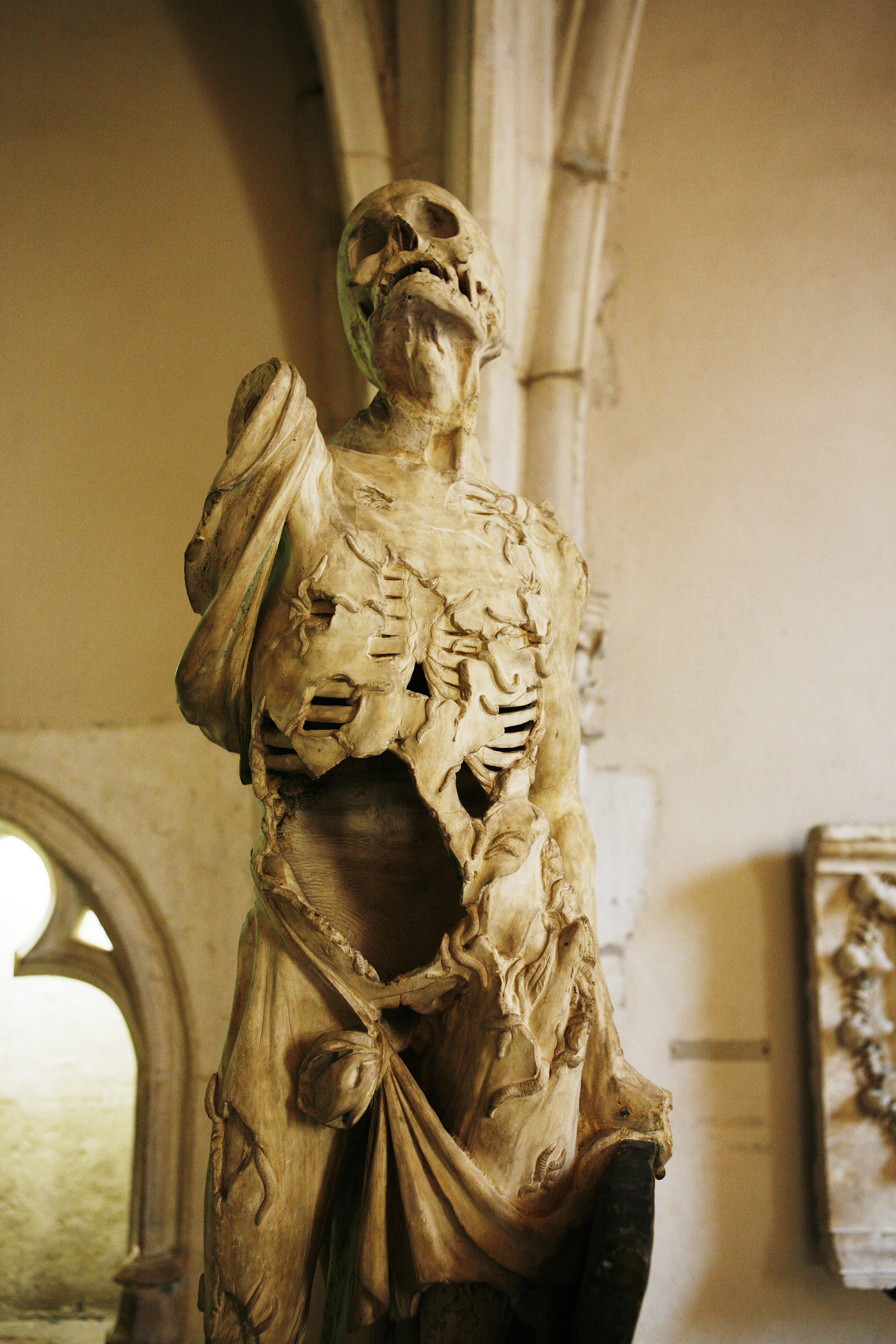
Ligier Richier - Écorché

Écorché (fr. okorowany, odarty ze skóry; ang. flayed, niem. Muskelmann; wł. scorticato) – model anatomiczny, rzeźba lub rysunek ukazujący człowieka pozbawionego skóry, uwidaczniający układ mięśni, położenie wszystkich muskułów i ścięgien.
Może być wykonany różnymi technikami, najczęściej rzeźbiarskimi w wosku, brązie, terakocie, kości słoniowej i drewnie. Ukazuje strukturę ciała dzięki studiom anatomicznym dokonywanym podczas sekcji zwłok. W zasadzie nie stanowi odrębnego dzieła sztuki. Wykorzystywany jest  jako pomoc warsztatowa w malowaniu obrazów lub modelowaniu rzeźb w trakcie studiów artystycznych. Wykonywano również écorché całych zwierząt, a także poszczególnych kończyn ludzkich.

## Historia
Pierwsze udokumentowane écorché pochodzą z Włoch z XVI wieku. Tworzyli je m.in. Pietro Francavilla, Prospero Scarezzi i Ludovico Cigoli. Znane też są liczne szkice różnych części ciała ludzkiego wykonane przez Leonarda da Vinci, który studiami anatomicznymi zajmował się przez całe życie. Przeprowadził ok. 30 sekcji zwłok i zamierzał napisać obszerny traktat o anatomii.
Z XVII wieku pochodzą przypisywane Baccio Bandinellemu Ècorché Archer (Musée Bonnat w Bayonne) oraz Dancig Ècorché (École des Beaux-Arts w Paryżu).
W latach 1766–1767 powstała bardzo popularna, wielokrotnie kopiowana makieta Jean-Antoine’a Houdona Ècorché au bras tendu (zamek Friedenstein w Gocie), która była przygotowaniem do jego rzeźby św. Jana Chrzciciela. Wybitnym znawcą anatomii końskiej był George Stubbs, który w 1766 r. opublikował zbiór miedziorytów Anatomia konia opartych na własnoręcznie przeprowadzanych sekcjach.
W St. Martin’s Lane Academy i w Akademii Królewskiej w Londynie anatom William Hunter sporządził odlewy gipsowe bezpośrednio z pozbawionego skóry ciała i uczynił z écorché wprowadzenie do nauki rzeźby. Miniatury modeli takich twórców, jak Hunter, Houdon czy Ercole Lelli służyły jako wzory do wykonywania  rzeźb o większych rozmiarach. Inne écorché związane a Akademią Królewską w Londynie to: Smugglerius  Agostina Carliniego (1776) oraz Anatomical Crucifixion Thomasa Banksa (1801).
- Ècorché – wiersz ks. Janusza Stanisława Pasierba z tomu Kategoria przestrzeni (1978).

Spójrzcie na moją urodę

jakże banalne wasze zwykłe skóry

gładkie zmarszczone tłuste czy spierzchnięte

patrzcie jak grają odsłonięte mięśnie

czerwienią fioletem błękitem

jak lśni gromniczo żółtość ścięgien

oto nagość

można ościstą plewą piaskiem lub popiołem

jątrzyć rozcinać dla badań zabawy

palcami gmerać w strunach bólu

żadnego odruchu nie skryję przed wami

nieprzyzwoitość skurczów śmieszność dygotania

to wszystko dla was

nikłe podobieństwo do normalnych ludzi

w razie wahania doda wam odwagi